# سقوط برشلونة
سقوط برشلونة هو سقوط المدينة بأيد جيش الفرنجة بعد أن ظلت بأيد المسلمين لمدة ثمانين عامًا. كان الحصار والغزو جزءًا من جهود الفرنجة لتوسيع الثغر الإسباني وتأسيس كونتية برشلونة التابعة للفرنجة الكارولنجيين.

## خلفية تاريخية

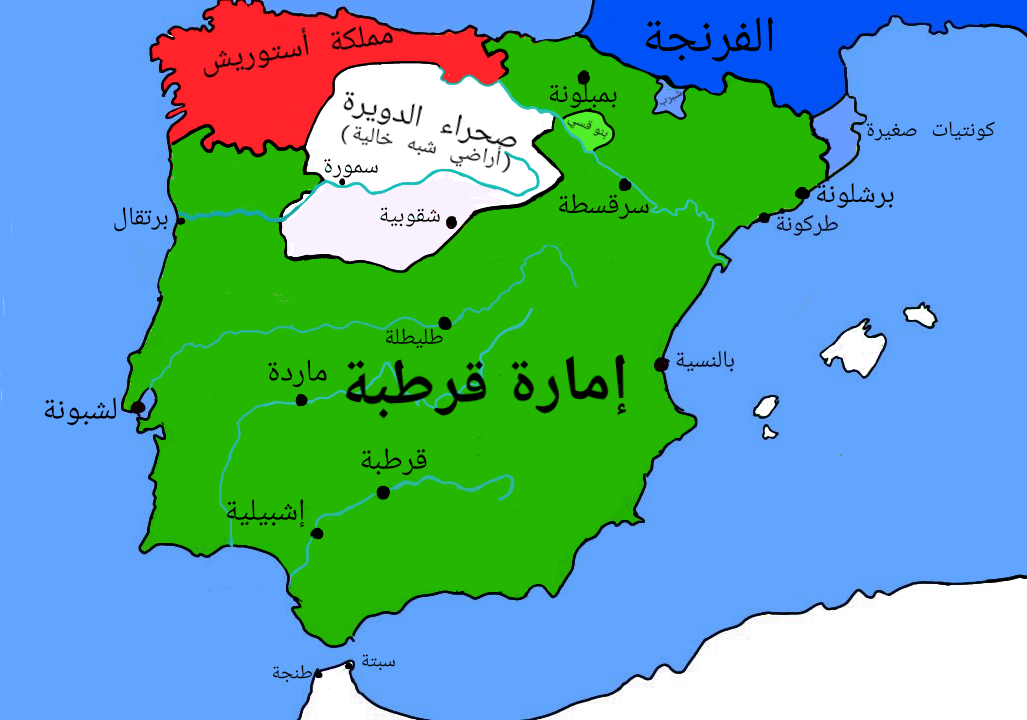
خريطة الأندلس وممتلكات الفرنجة قبيل الحصار سنة 787 ميلادية

في بداية القرن الثامن، بعد الفتح الإسلامي لمملكة القوط الغربيين، فُتحت برشلونة في يد والي الأندلس المسلم، الحر بن عبد الرحمن الثقفي . بعد فشل الفتوحات الإسلامية في بلاد الغال في معركتي طولوشة عام 721 وطرش عام 732، دُمجت المدينة في منطقة الثغر الأعلى في الأندلس.
ابتداءً من عام 759، شرعت مملكة الفرنجة في غزو الأراضي الواقعة تحت السيطرة الإسلامية. أدى الاستيلاء على مدينة أربونة من قبل قوات الملك الفرنجي، بيبين القصير ، إلى سقوط آخر معقل إسلامي شمال جبال البرانس . ولكن الهجوم الفرنجي على سرقسطة فشل، عندما اضطر شارلمان إلى التراجع وتعرض لانتكاسة في باب الشرزي على أيدي قوات البشكنج المتحالفة مع المسلمين. ولكن في عام 785، أدت ثورة سكان جرندة ، الذين فتحوا أبواب مدينتهم للجيش الفرنجي، إلى دفع الحدود إلى وراء جبال البرانس وفتح الطريق أمام هجوم مباشر على برشلونة. تم تعيين روستينج ، أحد أقارب شارلمان، كونتا على جرندة وإمبارش وبيسالو.
كانت إمارة قرطبة آنذاك في أزمة: اعتلى الأمير الأموي الحكم الأول العرش عام 796 واضطر إلى محاربة مطالبات عميه سليمان وعبيد الله أبو مروان، اللذين تمردا بعد وفاة هشام الأول.  في عام 798، كان كونت طولوشة وماركيز سبتمانية، ويليام الجيلوني ، مسؤولاً عن تنسيق العمليات لغزو الثغر الأعلى الأندلسي. ودعا إلى عقد جمعية في طولوشة، حضرها سفراء ملك أستورياس ، أدفونش الثاني ، وبهلول بن مرزوق ، زعيم المولدين الثاثر على الأمير الحكم الأول، الذي استولى على سرقسطة.  وفي عام 799، استولى بهلول أيضًا على وشقة بعد أن طرد بني سلامة الموالية لقرطبة.

## الحصار
في 20 أغسطس 800، جمع الفرنجة جيشا كبيرا تحت قيادة ابن شارلمان، لويس الورع ، الذي عينه والده ملكًا على أقطانية سنة 781. كانت تتكون من قوات من أقطانية، وغسكونية، وبورجوندية، وسبتمانية، وكانت مجهزة بمعدات الحصار. وقُسم الجيش نفسه إلى ثلاثة فيالق.  الأول، بقيادة كونت جرندة، روستينج، قاد الحصار عند سفح المدينة؛ والثاني، بقيادة كونتي طولوشة وأربونة، ويليام من جيلوني وأديمار، اتخذ موقعًا بين مدينتي لاردة وسرقسطة اللتين يسيطر عليهما المسلمون، لمقاومة وصول أي قوات إغاثة مسلمة من قرطبة؛ أما الفيلق الثالث، بقيادة لويس الورع نفسه، فقد كُلف بحماية وادي رُوسيون. 
في أكتوبر 800، وصلت قوات روستينج إلى أسوار برشلونة. ولما رأى والي برشلونة المسلم سعدون الرعيني أن الحصار سوف يطول، غادر المدينة ليطلب المساعدة من الأمير في قرطبة، ولكن القوات الفرنجية اعترضت طريقه وأسرته، ثم أرسلته إلى بلاط آخن حيث حُكم عليه بالنفي.  وبناء على ذلك تولى هارون حكم برشلونة.
خلال شتاء عامي 800 و801، حاصرت قوات ويليام الجيلوني وأديمار الأربوني مدينتي لاردة ووشقة، مما أدى إلى تدمير المناطق المحيطة بهما. إلى الغرب من جبال البرانس، كانت دعم الفرنجة ثورة بلشك الجلشقي ببمنلونة لتشتيت انتباه المسلمين. واُستدعي لويس الورع للمساعدة في الهجوم النهائي على المدينة ووصل إلى برشلونة في فبراير 801. في 4 أبريل 801، وافق هارون، والي برشلونة، على شروط تسليم المدينة، التي أنهكها الجوع والحرمان والهجمات المستمرة.  وبعد ذلك فتح سكان برشلونة أبواب المدينة للجيش الكارولينجي. دخل لويس المدينة متقدمًا عليه الكهنة ورجال الدين وهم يغنون الترانيم، ثم توجهوا إلى الكنيسة لتقديم الشكر للرب. 

## تداعيات
جعل الكارولينجيون من برشلونة عاصمة كونية برشلونة وأدمجوها في الثغر الإسباني . كانت السلطة في المدينة تُمارس من قبل الكونت والأسقف. عُين بيرا ، ابن كونت طولوشة، ويليام الجيلوني، كونتا لبرشلونة .
لكن الأراضي المحتلة من قبل الفرنجة كانت بها عدة نقاط ضعف، وحدودها الهشة جعلتها ضعيفة الدفاع ضد الهجمات الإسلامية المحتملة من الثغر الأعلى، التي صارت عاصمتها سرقسطة وقاعدتها المتقدمة في لاردة. وعُززت الحدود على طول وادي يوبريغات، وسعى الكارولينجيون بعد ذلك إلى احتلال طرطوشة في السنوات التالية، ووشقة في عامي 807 و812 دون أن ينجحا في ذلك.

## فهرس المراجع
- d'Abadal i de Vinyals، Ramon (1986). El domini carolingi a Catalunya. Institut d'Estudis Catalans. ISBN:978-84-321-1882-1. (Catalan)
- Fernández، Luis Suárez (1976). Historia de España antigua y media 2. ed.. Ediciones Rialp, Madrid. (Spanish)
- Bramon، Dolors (2001). "3 d'abril de 801: la conquesta cristiana de Barcelona". L'Avenç. ج. 257. (Catalan)
- Augustí، David (2008). Historia Breve de Barcelona. Silex, Barcelona. ISBN:978-84-7737-205-9. (Spanish)
- Faral، Edmond (1932). "Ermold le Noir, Poème sur Louis le Pieux et épitres au roi Pépin". Les classiques de l'histoire de France au Moyen Age. éd. Honoré Champion. (French)